# معبد الشعوب

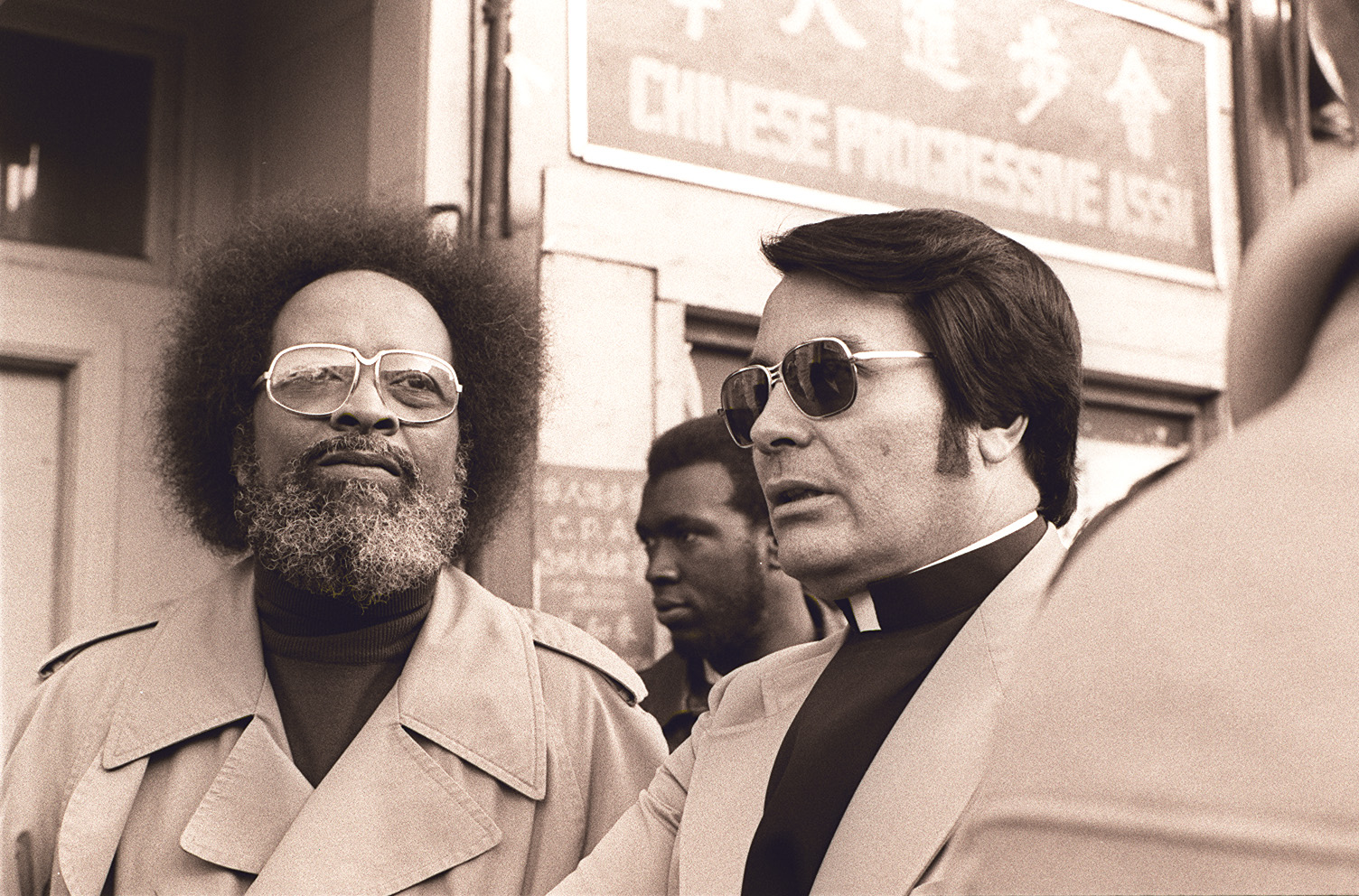
جيم جونز يضع نضارات مع أتباعه

معبد الشعوب (بالإنجليزية: Peoples Temple)‏ هي طائفة دينيّة جديدة ذات عناصر مسيحية واشتراكية نشات في الولايات المتحدة أسسها الأمريكي الغريب الأطوار جيم جونز سنة 1952م، وكان عدد أتباعها أكثر من 3 ملايين شخص[بحاجة لمصدر] من كل الأعراق والألوان، وكان يدعي مؤسسها أنه المسيح. وبعدها دعا أتباعة إلى الهجرة لدولة غيانا في أمريكا اللاتينية، وتأسيس كيان منفصل، وهناك أمرهم بالانتحار، فانتحر أكثر من تسعمئة شخص شربو مادة السيانيد القاتلة، ولحقهم جيم جونز وقتل نفسه برصاصة.

## معرض صور

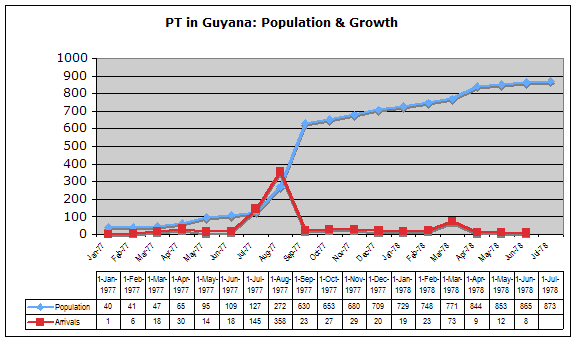
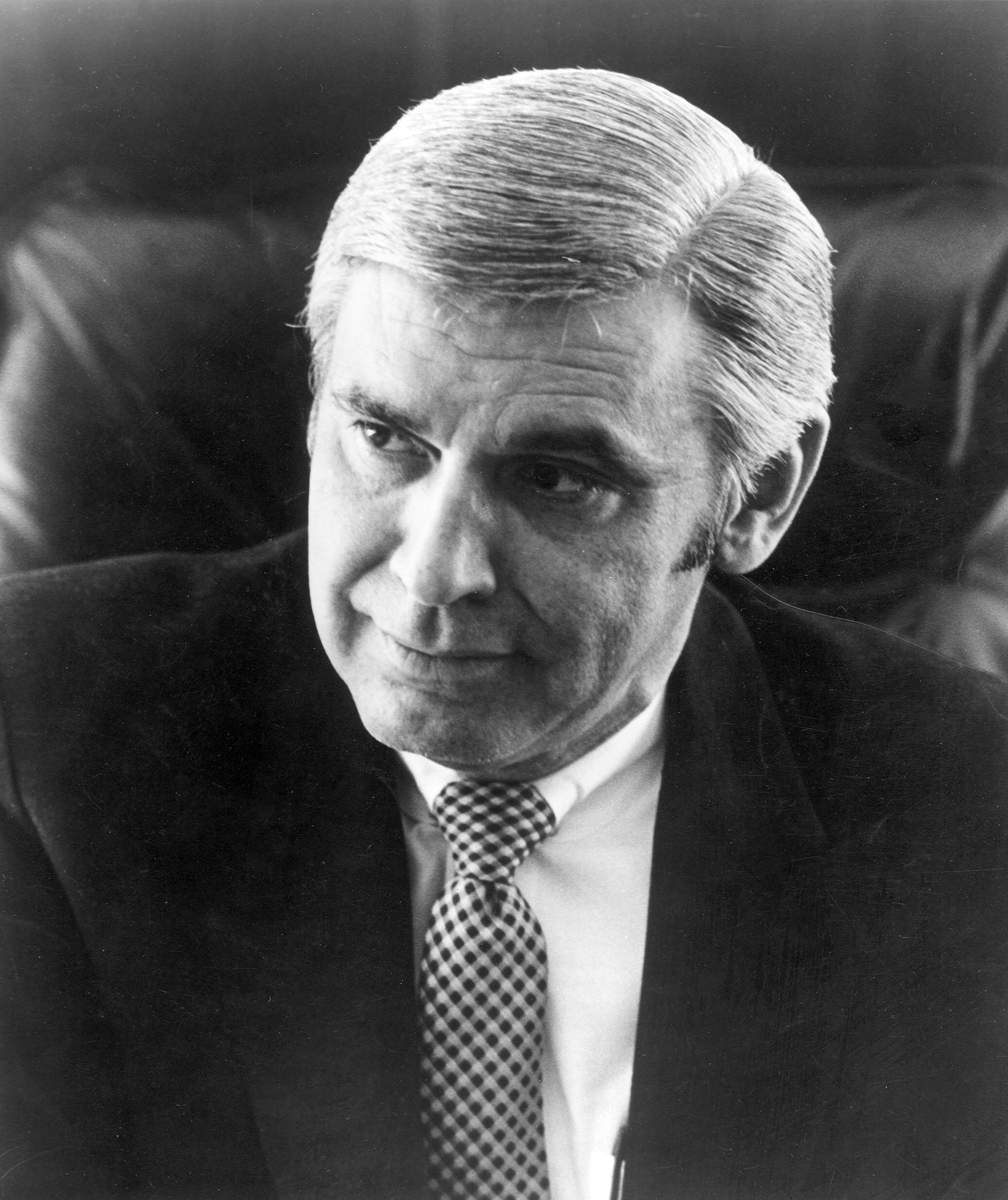
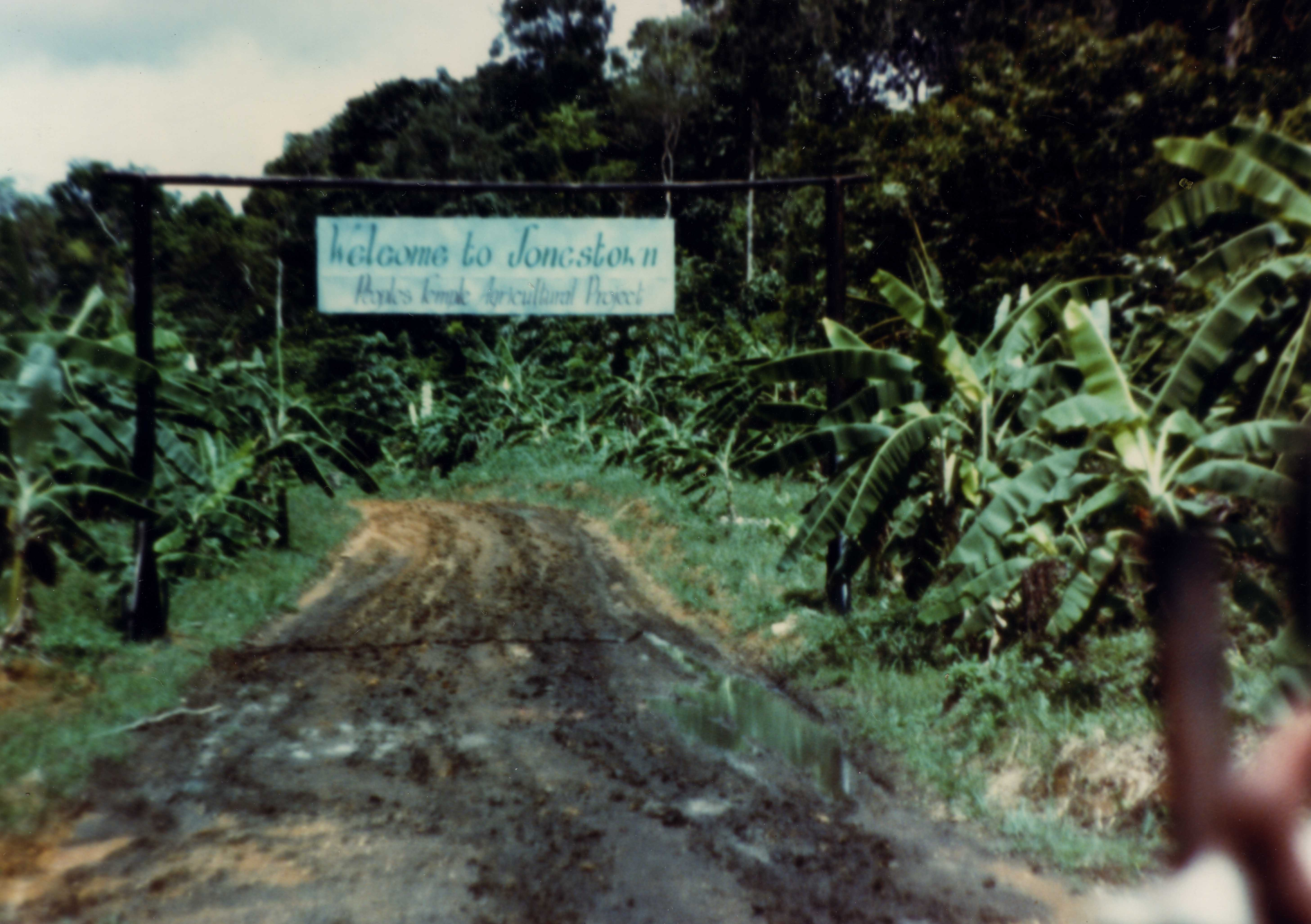
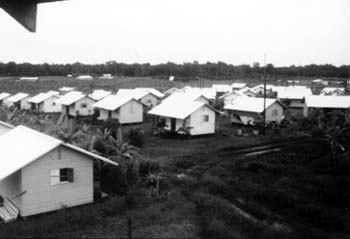